# Liste des évêques de Sunyani
Liste des évêques de Sunyani (Dioecesis Sunyaniensis)
L'évêché ghanéen de Sunyani a été créé le 1er mars 1973, par détachement de celui de Kumasi.

## Sont évêques
- 1er mars 1973-† 28 décembre 2001 : James Owusu (James Kwadwo Owusu)
- 28 décembre 2001-14 avril 2003 : siège vacant
- depuis le 14 avril 2003 : Matthew Gyamfi (Matthew Kwasi Gyamfi)

## Sources
- L'ANNUAIRE PONTIFICAL, sur le site http://www.catholic-hierarchy.org, à la page